# Susie Bick
Pour les articles homonymes, voir Bick et Hardie.
Susan Clare Hardie-Bick, née le 16 septembre 1966 dans le comté du Cheshire, est une  mannequin, actrice et styliste britannique.

## Biographie

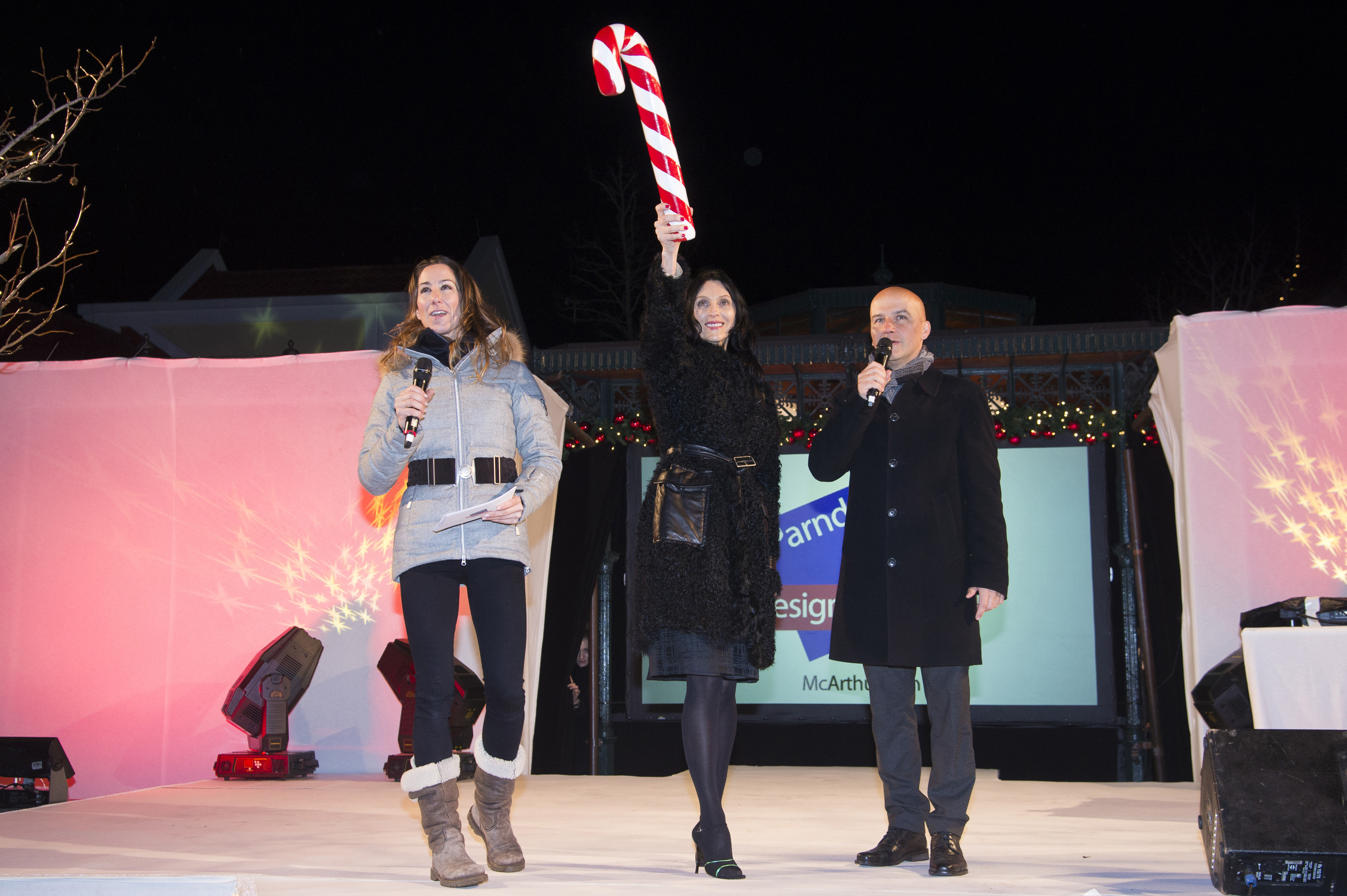
Susie Cave au magasin McArthurGlen Designer Outlet pour le lancement des festivités de Noël, à Parndorf en novembre 2013.

Susan Bick passe son enfance au Malawi et au Nigeria, où son père travaille comme diplomate. Elle est remarquée à l'âge de 14 ans par le photographe américain Steven Meisel et commence une carrière dans le mannequinat. En 1997, elle rencontre le musicien Nick Cave au Victoria and Albert Museum de Londres et l'épouse à l'été 1999. Ils sont les parents de jumeaux Earl et Arthur, décédé le 15 juillet 2015.

## Carrière Professionnelle

### Mannequinat
Dans les années 1990, Susie Bick devient l'un des visages emblématiques de la mode britannique dans l'ombre de Kate Moss ou Naomi Campbell. Elle collabore près de 8 années avec le photographe de mode David Bailey et apparaît aux côtés des créateurs Vivienne Westwood et Azzedine Alaïa. Elle travaille comme modèle à différentes reprises pour les photographes Guy Bourdin, Helmut Newton, Dominique Issermann, Jork Weismann, Jermaine Francis ou Nick Knight,.
Son image est associée à la couverture de l'album Phantasmagoria du groupe britannique The Damned, édité en 1985. En 2011, le groupe Roxy Music l'a choisi comme égérie de l'album The Best of Roxy Music. 
Susie Bick met un terme à sa carrière de mannequin en 1997. Elle apparaît nue sur la pochette de Push the Sky Away, le quinzième album studio de Nick Cave and the Bad Seeds publié en février 2013.

### Cinéma
En 1995, Susie Bick interprète son propre rôle dans le long métrage Flirt du réalisateur américain Hal Hartley . En 1998, elle participe à Love Is the Devil, biographie cinématographique du peintre anglais Francis Bacon dirigée par John Maybury. Le film reçoit les prix de la meilleure direction artistique et de la meilleure photographie au Art Film Festival en 1999. La même année, les acteurs Daniel Craig et Derek Jacobi s'illustrent à l'Edinburgh International Film Festival et aux British Academy Film Awards.
Sous l'impulsion de la réalisatrice italienne Martina Amati dite AMA, Susie Bick collabore au projet Submission en 2011, un court métrage dédié au travail de la créatrice de mode londonienne Bella Freud. Le film réunit Antonia Campbell-Hughes, Phyllis Wang, Olympia Campbell et Abbey Lee Kershaw sur une proposition musicale de Nick Cave et Warren Ellis.
En 2014, elle apparaît avec sa famille dans le documentaire 20 000 jours sur Terre de Iain Forsyth et Jane Pollard ou la célébration sur grand écran du 20000e jour d'existence de l'écrivain, musicien et interprète australien Nick Cave. Elle renouvelle l'expérience en 2016 avec la sortie de One More Time with Feeling réalisé par Andrew Dominik. Le documentaire suit Nick Cave entouré de ses musiciens et de sa famille tout au long de l'enregistrement de l'album Skeleton Tree, au lendemain de la mort de leur fils Arthur. 

### The Vampire's Wife
En 2015, Susie Cave, créatrice de mode lance sa première ligne de prêt-à-porter féminin sous l'étiquette de The Vampire's Wife, référence à un projet de livre non abouti de son mari Nick Cave. Pour ses créations, elle s’inspire en partie des costumes empruntés aux ballets russes ainsi qu'à la mode féminine des années 1950.

## Filmographie
- 1995 : Flirt de Hal Hartley : Susie Bick
- 1998 : Love Is the Devil de John Maybury : Susie Bick
- 1999 : Mad Cows de Sara Sugarman : Sputnick
- 2011 : Submission de Martina Amati (Court-métrage) : Black Belt

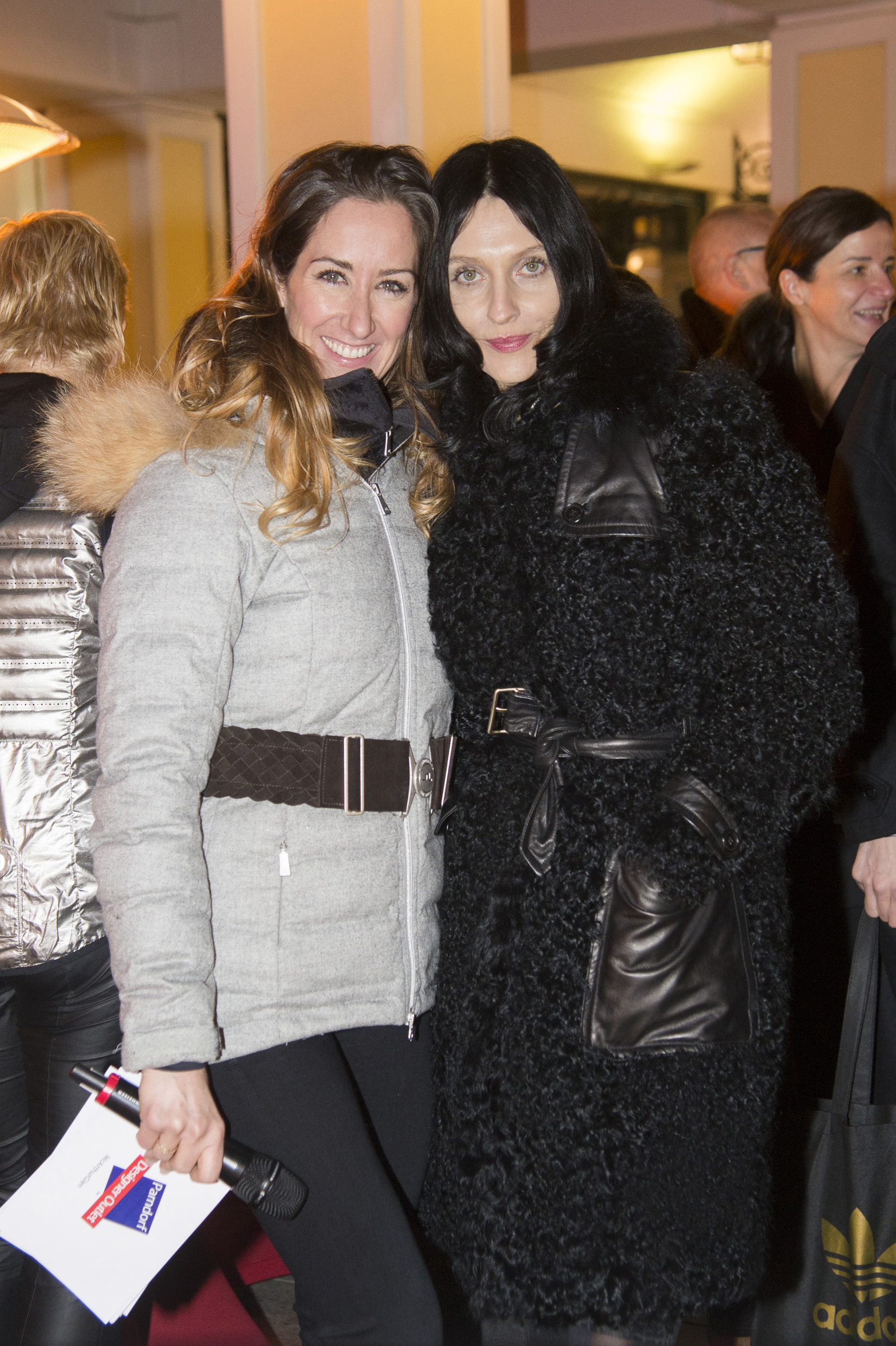
Kati Bellowitsch et Susie Bick chez McArthurGlen Designer Outlet Parndorf en 2013.

- Kati Bellowitsch et Susie Bick chez McArthurGlen Designer Outlet Parndorf en 2013.2014 : 20 000 jours sur Terre de Iain Forsyth et Jane Pollard : Susie Cave
- 2016 : One More Time with Feeling d'Andrew Dominik : Susie Cave